# Roy Eefting
Roy Eefting-Bloem (né le 4 septembre 1989 à Harderwijk) est un coureur cycliste néerlandais. Il pratique à la fois le cyclisme sur route et le cyclisme sur piste.

## Biographie
Roy Eefting naît le 4 septembre 1989 à Harderwijk aux Pays-Bas.
Membre de Koga de 2012 à 2013, il entre dans l'équipe Belkin-De Jonge Renner l'année suivante et passe dans l'équipe Baby-Dump en 2015.

## Vie privée
Il se marie durant l'été 2021 avec la coureuse néerlandaise Judith Bloem et court depuis cette date sous le nom de Roy Eefting-Bloem.

## Palmarès sur route

### Par année
- 2007
  - 1re étape de la West-Brabantse Pijl
  - 3e du Circuit des régions flamandes
- 2008
  - Westfriese Dorpenomloop
  - Norsk Sykle Festival
- 2009
  - Grote Omloop van de Veenkolonien
  - 2e du Tour de Groningue
- 2010
  - Dorpenomloop door Drenthe
- 2014
  - Omloop Houtse Linies
  - 2e du championnat des Pays-Bas des élites sans contrat
- 2016
  - Wim Hendriks Trofee
- 2017
  - Rund um Merken
- 2018
  - 7e étape du Tour du lac Poyang
  - 3e étape du Tour de Quanzhou Bay
- 2019
  - 11e et 12e étapes du Tour du lac Qinghai
  - 3e étape du Tour de Xingtai
  - 2e du Tour de Chine I
- 2021
  - Omloop der Kempen
- 2022
  - Ronde van Delfzijl
- 2023
  - 1re étape du Tour de Taïwan
  - Grand Prix de Buchholz

### Classements mondiaux
| Année                                 | 2012  | 2013 | 2014 | 2015 | 2016 | 2017  | 2018 | 2019 | 2020 | 2021  | 2022 | 2023  |
| ------------------------------------- | ----- | ---- | ---- | ---- | ---- | ----- | ---- | ---- | ---- | ----- | ---- | ----- |
| Classement mondial                    |       |      |      |      | nc   | 2702e | nc   | 523e | nc   | 2339e | nc   | 1723e |
| UCI Europe Tour                       | 1141e | 720e | nc   | nc   | nc   | 1655e | nc   | 401e | nc   | 1561e | nc   | nc    |
|                                       |       |      |      |      |      |       |      |      |      |       |      |       |
| Légende : nc = non classéSource : UCI |       |      |      |      |      |       |      |      |      |       |      |       |

## Palmarès sur piste

### Championnats du monde
| Édition / Épreuve              | Poursuite par équipes | Course aux points | Scratch | Omnium |
| Saint-Quentin-en-Yvelines 2015 | 8e                    |                   |         |        |
| Londres 2016                   | 8e                    |                   |         |        |
| Hong Kong 2017                 | 11e                   |                   |         | 5e     |
| Pruszków 2019                  |                       |                   | Argent  |        |
| Berlin 2020                    |                       | Bronze            | 5e      |        |
| Saint-Quentin-en-Yvelines 2022 |                       |                   | Bronze  |        |
| Glasgow 2023                   |                       |                   | 4e      |        |

### Coupe du monde
- 2012-2013
  - 3e du scratch à Glasgow
- 2019-2020
  - 1er du scratch à Hong Kong
  - 2e du scratch à Cambridge

### Ligue des champions
- 2021
  - 1er du scratch à Londres
  - 3e de l'élimination à Londres
- 2023
  - 1er du scratch à Londres (I)

### Championnats d'Europe
| Édition / Épreuve     | Poursuite par équipes | Omnium | Scratch |
| Anadia 2011 (espoirs) |                       | Argent |         |
| Apeldoorn 2013        | Bronze                |        |         |
| Munich 2022           |                       |        | 4e      |
| Granges 2023          |                       |        | Argent  |

### Championnats nationaux
| - 2011 - Champion des Pays-Bas de l'omnium - 2012 - 2e du championnat des Pays-Bas de l'omnium - 2013 - Champion des Pays-Bas de l'omnium - 3e du championnat des Pays-Bas du scratch - 2014 - 3e du championnat des Pays-Bas de l'omnium - 2015 - 3e du championnat des Pays-Bas du kilomètre - 2017 - Champion des Pays-Bas du scratch - 2e du championnat des Pays-Bas de poursuite - 3e du championnat des Pays-Bas de l'omnium | - 2018 - 2e du championnat des Pays-Bas de l'omnium - 3e du championnat des Pays-Bas du scratch - 2019 - Champion des Pays-Bas de course aux points - 2e du championnat des Pays-Bas de l'omnium - 3e du championnat des Pays-Bas de l'américaine - 3e du championnat des Pays-Bas du scratch - 2022 - 2e du championnat des Pays-Bas de l'omnium |